# Enunciado performativo
Por «enunciados performativos» —calco del inglés performative, ‘realizativo’— o actos de habla realizativos, se conoce a uno de los tipos posibles de enunciados descritos por John Langshaw Austin, filósofo del lenguaje en su obra Cómo hacer cosas con palabras, en la que se recogía de modo póstumo su teoría de los actos de habla.
Austin llama enunciado performativo al que no se limita a describir un hecho sino que por el mismo hecho de ser expresado realiza el hecho. Se pueden encontrar muchos tipos de enunciados performativos, aunque entre los más comunes están aquellos que derivan de determinados verbos, como es el caso de "prometer". Cuando alguien expresa un enunciado del tipo "Yo prometo", este no puede evaluarse en términos de verdad o falsedad. Este rasgo es lo que distingue a un enunciado perfomativo de una aseveración descriptiva, que fue el objeto de estudio del Movimiento Verificacionista. En efecto, no se trata de evaluar la sinceridad del locutor, puesto que eso excede los límites del análisis lingüístico. El hecho de prometer se realiza en el instante mismo en el que se emite el enunciado, no se describe un hecho, sino que se realiza la acción.
Determinados enunciados performativos, sin embargo precisan que sus protagonistas respeten lo que Austin llama «criterios de autenticidad». Para que una expresión del tipo "Yo te bautizo" pueda ser performativa (es decir transforme a la persona que es bautizada en miembro de la comunidad religiosa en la que ese acto tiene sentido) es necesario que quién la pronuncie sea sacerdote católico (o alguna autoridad religiosa de otra rama del cristianismo) y el destinatario una persona aún ajena a dicha comunidad que crea (o cuyos tutores crean) que esa frase puede transformarlo. Sin esta condición, la misma frase expresada a la vez que se derrama un vaso de líquido encima de alguien carecería de dicho carácter performativo y entraría en otra categoría de enunciados. La expresión performativa también puede requerir de un contexto, que en el caso anteriormente citado sería un templo en el que haya una pila bautismal (o equivalente). En caso de que los criterios de autenticidad fallen, la acción no se completa. Otra posibilidad es que la acción se complete, pero de modo no satisfactorio. Esto sucede cuando las intenciones son falsas, o el acto en sí requiere de acciones sucesivas para cumplimentarse.
Austin traza una tipología de los enunciados performativos:
- Enunciados locutivos se refiere a la frase dicha en sí misma.
- Enunciados ilocutivos es la intención de la frase.

Sin embargo, Austin demuestra que cualquier enunciado puede reducirse a la clase de los enunciados ilocutivos, para acabar demostrando que cualquier acto es performativo, incluso aquellos que se califican de constativos. Para él, hablar siempre es actuar.